# Rhiginia cruciata
Rhiginia cruciata ist eine Wanzenart aus der Familie der Raubwanzen (Reduviidae). Im Englischen werden die Wanzen auch als Scarlet-bordered Assassin Bugs („scharlachrot-gerandete Mordwanzen“) bezeichnet.

## Merkmale
Die Wanzen werden 12 bis 16 Millimeter lang. Sie sind orangerot mit dunkel gefärbten Hemielytren. Das Scutellum ist überwiegend schwarz gefärbt. Auf dem hinteren Halsschild befindet sich ein trapezförmiger großer schwarzer Fleck. Der apikale Teil der Femora der gelbbraunen Beine ist schwarz gefärbt.

## Verbreitung und Lebensräume
Die Art kommt in der Nearktis vor. In den Vereinigten Staaten ist sie im Süden und Osten vertreten. Ihr Verbreitungsgebiet reicht an der Ostküste von New Jersey bis Florida sowie im Westen von Illinois bis Texas.

## Lebensweise
Die überwiegend nacht- und dämmerungsaktiven Wanzen ernähren sich räuberisch von Doppelfüßern. Die Art ist univoltin. Die ausgewachsenen Wanzen sind zwischen April und Oktober zu beobachten und überwintern meist unter Baumstämmen.